# Cuéllar
Pour les articles homonymes, voir Cuéllar (homonymie).
Cuéllar est une commune de la province de Ségovie dans la communauté autonome de Castille-et-León en Espagne. Cuéllar est une ville dans laquelle se déroulent les encierros les plus anciens d'Espagne.

## Étymologie
Il existe diverses hypothèses concernant l'origine du nom de Cuéllar et sa signification. Le premier auteur à avoir écrit à ce sujet est l'historien Diego de Colmenares qui a pensé que Cuéllar pouvait être la fameuse ville romaine de Colenda à cause de la similitude des vocables, théorie soutenue également par Federico Watenberg dans son œuvre comme le firent Pascual Madoz Francisco Piferrer et Somorrostro. Cette attribution ne semble pas avoir une grande véracité, puisqu'elle est fondée sur la similitude du nom, sans avoir enquêté sur d'autres aspects. D'un autre côté, aucun reste romain n'a été découvert jusqu'à présent dans la ville. Le nom de Cuéllar ne semble donc pas dériver de celui de Colenda.
Le professeur Ángel de los Ríos a montré que le nom de Cuéllar avait à voir avec le nom latin equus (cheval) une théorie appuyée par l'historien Trasierra, qui rappelle que quelques documents médiévaux font mention de Cuéllar en nommant la ville Equellar. cette transformation ne semble pas si importante, le nom aurait alors perdu le e d' equus et gagné la diphtongue ue et le double l.
Pour finir, Sánchez Albornoz affirme que le nom de Cuéllar est d'origine latine, et Menéndez Pidal appuie cette hypothèse, en considérant Cuéllar comme un mot latin, déduisant que le vocable serait formé par la racine Collis (colline) et le suffixe -ara (abondant), avec perte de la voyelle finale, chose relativement commune. En analysant les variantes étymologiques de Cuéllar, et en tenant en compte de la topographie de la ville, orientée sur la pente de quelques collines, peut-être qu'il s'agit-là de l'hypothèse la plus proche du sens du mot Cuéllar.

## Géographie
Cuéllar est à la tête de la communauté de ville et de territoire de Cuéllar. Elle est située sur un coteau, et elle est limitée par le ruisseau Cerquilla et la rivière Cega. Cette municipalité est limitrophe au nord de Bahabón, Campaspero, Torrescárcela et Viloria, tous de la province de Valladolid. À l'ouest elle est limitrophe de Chañe, Samboal, San Cristóbal de Cuéllar et Vallelado. Au sud de Gomezserracín, Pinarejos, Samboal, San Martín y Mudrián et Sanchonuño et à l'est de Frumales et Olombrada, tous de la province de Ségovie.
La municipalité de Cuéllar forme neuf hameau l'Arroyo de Cuéllar, le Campo de Cuéllar, Chatún, Dehesa Mayor, Dehesa de Cuéllar, Escarabajosa de Cuéllar, Fuentes de Cuéllar, Lovingos et Torregutiérrez.

## Histoire

### Préhistoire
Il existe des traces d'installations humaines datant de la période de l'âge du fer, sur la partie haute (lieu habité) et dans les Erijuelas de San Andrés (une nécropole). L'historien espagnol du XVIe siècle Diego de Colmenares a assimilé cette ville à la Colenda antique des Romains, mais c'est une thèse que d'autres historiens repoussent. Aucun vestige romain n'a été découvert.

### Moyen Âge
Les études réalisées par le professeur Antonio Ubieto Arteta permettent de connaître le passé historique de la ville à partir du Xe siècle. En 997 elle est tombée aux mains d'Almanzor qui l'a ruinée et a emmené en Andalousie beaucoup d'habitants en tant que captifs. Alphonse VI de Castille a initié un repeuplement à la fin du XIe siècle, dont la conséquence a été la naissance de la Communidad de Villa y de Tierra, organisée et dirigée par la Commune. À l'intérieur de la démarcation territoriale de la commune se trouvaient d'autres localités qui se joignaient au Conseil pour traiter en commun les sujets agraires, les pâturages et l'eau. En 1184, Alphonse VIII de Castille a réuni les Cortes à Cuéllar et durant l'une des séances il arma chevalier quelques solliciteurs parmi lesquels se trouvait le comte de Toulouse.
Au XIIIe siècle la ville s'est trouvée être l'une des populations les plus importantes du plateau nord. La production en laine a donné lieu au développement d'une économie florissante qui a poussé, entre autres, à la construction d'édifices nobles et d'un grand nombre d'églises mudéjares.
La construction d'églises et du mobilier de celles-ci était toujours une conséquence de richesse et de bien-être économique. De plus le 21 juillet 1256, Alphonse X le Sage a octroyé à la ville le Fuero Real en plus de nombreux privilèges aux chevaliers et au Conseil municipal. María de Molina, épouse du roi Sanche IV de Castille, a hérité à la mort de celui-ci de la ville de Cuéllar. Cette ville a toujours été loyale et a servi de lieu de refuge et de défense durant sa régence perturbée durant la minorité de son fils le futur roi Ferdinand IV de Castille.
Cuéllar et son château ont été témoins au milieu du XIVe siècle de la farce jouée par Pierre Ier le Cruel et secondée par les évêques d'Avila et de Salamanque. Les évêques ont déclaré son mariage antérieur avec Blanche de Bourbon nul pour que le roi pût se marier à nouveau avec doña Juana de Castro, veuve de Diego de Haro. Ce mariage ne dura que la nuit de noces, après quoi le roi abandonna sa nouvelle épouse.
En 1464 Henri IV de Castille a remis la ville à son favori Beltrán de la Cueva, premier duc d'Alburquerque, et depuis lors le destin de la ville fut toujours lié à cette famille.

### Époque moderne
Durant le XVIIe siècle Cuéllar a connu un grand recul et une grande décadence, comme toutes les villes qui avaient été un siège et un refuge du pouvoir royal avant que celui-ci ne s'installe dans la seule ville de Madrid où résidait la Cour. Au XVIIIe siècle et grâce aux normes édictées par Charles III pour la distribution de terres municipales, la ville a récupéré socialement et économiquement. Plus tard, la domination française des années 1808 et 1809 a créé une situation funeste. Les temples et leurs trésors ont été pillés, toute richesse étant spoliée, comme la collection de bijoux historiques et d'armes que l'on gardait dans le château.

### XXesiècle
Après la Guerre civile espagnole le château a été transformé en prison pour prisonniers politiques. Quelques années plus tard il est devenu un sanatorium pour tuberculeux, avant de recommencer à être une prison, cette fois pour les prisonniers de droit commun.
Les produits agricoles et d'élevage de la zone ont sauvé Cuéllar des années déficitaires de l'après-guerre, mais les villages alentour se sont vidés de leurs habitants qui ont émigré à l'étranger.

## Démographie
| 1981  | 1991  | 1996  | 2001  | 2003  | 2005  | 2008  |
| ----- | ----- | ----- | ----- | ----- | ----- | ----- |
| 8 965 | 9 071 | 9 118 | 9 138 | 9 386 | 9 483 | 9 841 |

L'actuelle population de Cuéllar tient compte des villages de Campo de Cuéllar, Lovingos, Fuentes de Cuéllar, Dehesa, Dehesa Mayor, Chatún et Arroyo de Cuéllar. C'est pourquoi, la population totale de Cuéllar est de 9 841 habitants (selon l'Institut national de la statistique espagnol, 2008).

## Administration
Liste des anciens maires :
- 1979-1983 : Luis Zarzuela González, UCD
- 1983-1987 : Felipe Suárez Pérez, PDP (parti démocrate populaire)
- 1987-1991 : Felipe Suárez Pérez, PDP (parti démocrate populaire)
- 1991-1995 : Mariano Molinero Senovilla
- 1995-1999 : Octavio César Cantalejo Olmos, PSOE
- 1999-2003 : Octavio César Cantalejo Olmos, PSOE
- 2003-2007 : Maria Luisa González San Miguel, PSOE
- 2007-2011 : Jesús García Pastor, PP

L'actuel conseil municipal est composé de :
- Jesús García Pastor (PP), maire-président de Cuéllar, président de la Comunidad de Villa y Tierra de Cuéllar,
- Javier Hernanz Pilar (PP), adjoint au maire
- Luisa Mª Gómez García (PP),
- Mª Carmen Gómez Sacristán (PP),
- Juan Pablo de Benito Polo (PP),
- Nuria Fernández de la Fuente (PP),
- Alberto Guijarro Román (PP),
- Marcos Rodríguez Sacristán (PP),
- Mª Monserrat Rodrigo Alonso (PP),

- Mª Luisa González San Miguel (PSOE).
- Francisco Javier Madrigal Montero (PSOE).
- Carlos Eduardo Marcos Quevedo (PSOE).
- Miguel Ángel Gómez Gómez (IU).

## Économie
Son économie est fondée sur l'agriculture, la culture des céréales et des légumes. La culture de la chicorée et, ces dernières années, de la betterave, est importante. Cuéllar est éloignée de 60 km de Ségovie, la capitale provinciale, et de 50 km de plus de Valladolid, capitale de la communauté.
L'autre ressource importante de l'économie de la ville est le secteur du bois, encadré dans la Comarca de Pinares, livrant l'industrie du meuble.

## Sites et patrimoine
Cuéllar est célèbre pour son architecture mudéjar.

### Édifices religieux
- Église de Saint-Martin : datant du XIIIe siècle, elle appartient à l'art mudéjar, si fréquent à Cuéllar. Dès 1997 elle abrite le Centre d'Interprétation de l'Art Mudéjar et crée un spectacle de son et lumière qui permet de connaître cet art et la vie des gens de l'époque.
- Église de Saint-André : c'est un des meilleurs exemples de l'art mudéjar, et selon quelques experts son plan est caractéristique des églises de ce style. Il existe des documents sur cette église depuis 1277 et elle abrite des fresques mudéjares à l'intérieur. Elle fut déclarée Bien d'Intérêt Culturel en 1982.
- Église Saint-Étienne : bien qu'elle soit datée du XIIe siècle, il n'existe des documents que depuis 1247. Elle appartient aussi à l'art mudéjar, avec l'une des plus belles absides de Castille-et-León. Elle abrite en son sein quelques sépulcres gotiques-mudéjars de grande valeur, et elle est restaurée en vue de devenir un musée.
- Église Saint-Pierre : de style roman, c'est le lieu de culte le plus ancien de la ville puisqu'elle apparaît pour la première fois dans le testament du comte Ansúrez en 1095. Il s'agit d'un bâtiment religieux et militaire tout à la fois puisqu'il était inclus dans la muraille et son abside est dotée d'un chemin de ronde. À l'intérieur, l'église conserve des peintures murales, de la polychromie sur les clefs de voûte, et est totalement restaurée. Elle fut sécularisée durant le Désamortissement et, après qu'une fabrique de farine s'y fut implantée, elle abrite actuellement une cafétéria privée.

Cuéllar possède d'autres églises, comme Sainte-Marie-de-la-Côte, Saint-Sauveur ou Saint-Michel, ainsi que des restes des églises Saint-Jacques, Sainte-Marine ou Saint-Sébastien. Il y a également les chapelles de l'Hôpital de la Madeleine, du Collège des Orphelines, ainsi que la chapelle Saint-Thomas, qui avait appartenu à l'église du même nom, qui abritait la patronne de la ville.
On remarque aussi les restes du monastère de Saint-François, et celui de Sainte-Claire, fondés au XIIIe siècle, ainsi que d'autres congrégations conventuelles, fondées au XVIe siècle, comme le convent de l'Immaculée Conception, de Sainte-Isabelle, de la Sainte-Trinité et de Saint-Basile.

### Édifices civils

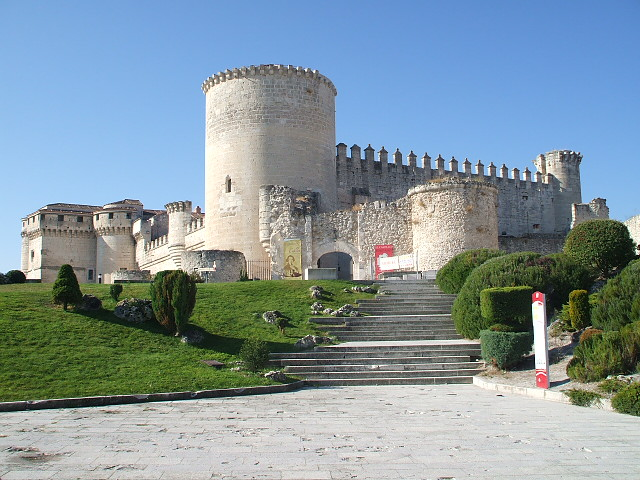
Le château de Cuéllar.

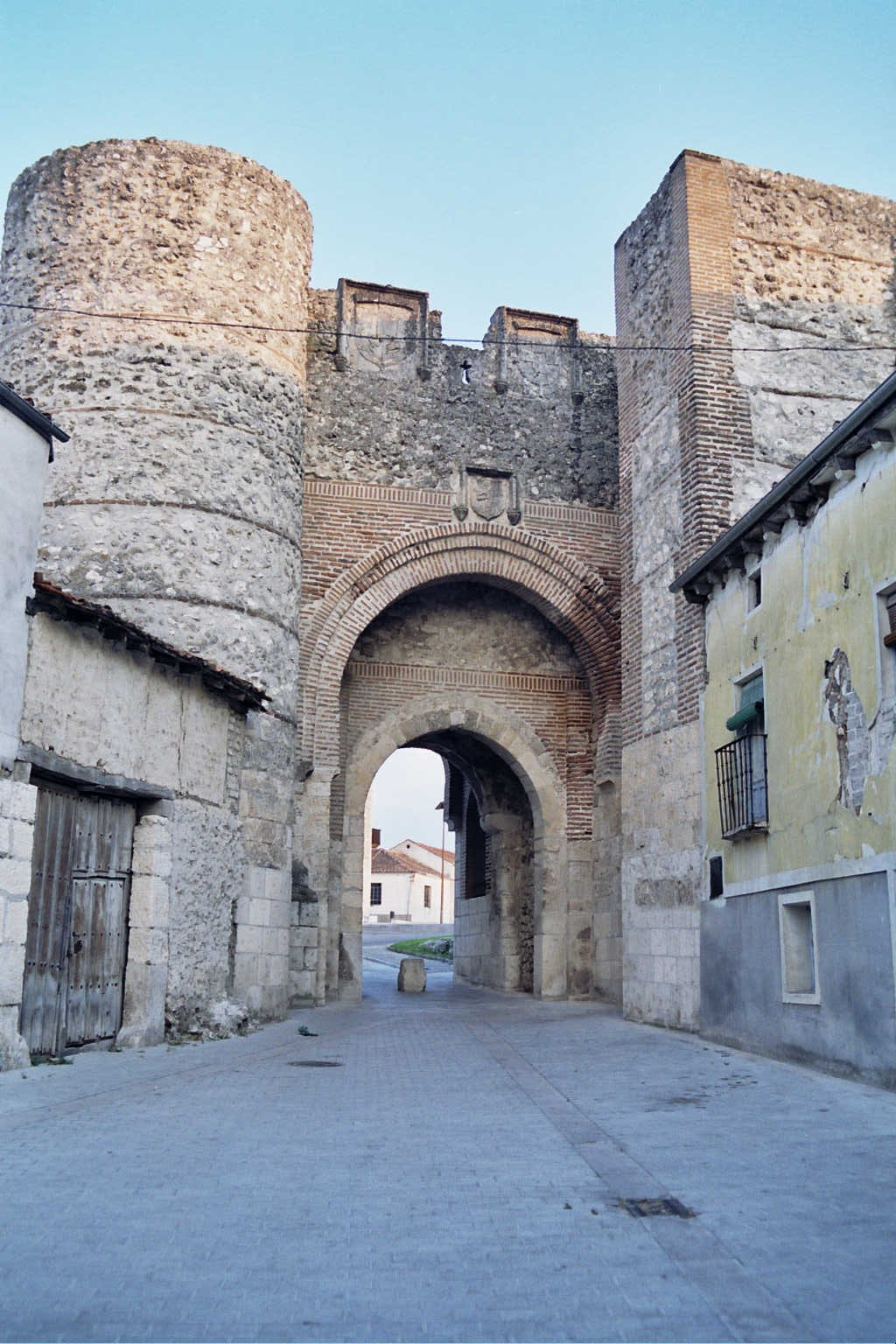
La porte San Basilio.

- le château de Cuéllar, le château-palais des ducs d'Albuquerque : situé dans la partie la plus haute de la ville, c'est le bâtiment le plus emblématique de Cuéllar. L'édifice actuel date des XVe et XVIe siècles, bien qu'il reste des vestiges du XIe siècle sur la façade sud. Il appartient depuis le XVe siècle à la famille ducale d'Albuquerque qui l'a cédé au Ministère de l'Éducation.
- les murailles : l'enceinte comporte deux parties : la muraille de la citadelle et la muraille de la ville. les parties les plus anciennes datent du XIe siècle, elles furent agrandies et reconstruites aux XIVe et XVe siècles, en maçonnerie. On accédait aux murailles par des portes, dont quelques-unes nous sont parvenues : les portes Saint-Basile, Saint-Martin, Saint-André, et la porte de la Juiverie. Elles ont été déclarées Bien d'Intérêt Culturel en 1931 et sont actuellement en restauration grâce à un plan européen. Cela permettra de mettre en valeur l'ensemble, en créant une promenade sur le chemin de ronde, rendant praticable l'enceinte de la ville haute.
- l'hôpital de Sainte-Marie-Madeleine : institution fondée par l'archidiacre Gómez González, il visait à secourir les malades les plus nécessiteux. La majeure partie de l'édifice a été conservée, en particulier la cour intérieure et la chapelle, qui sert actuellement comme salle d'essai et d'auditions musicales. l'édifice est restauré pour en faire une auberge de jeunesse.
- L'Estudio de Gramática : fondé en 1424 par l'archidiacre de Cuéllar Gómez González, il visait à éduquer les enfants. Le cardinal Francisco Jiménez de Cisneros y fit ses premières études, alors qu'un de ses oncles était corégent de la ville. La façade principale et une cour intérieure sont conservées. l'édifice abrite actuellement plusieurs institutions éducatives.
- le palais de Pierre Ier : de style roman, il semble être le meilleur exemple civil de l'art mudéjar en Espagne. En ses murs le roi Pierre Ier a tenu son banquet de mariage avec Juana de Castro. Le plafond de l'étage principal conserve une grande partie de sa polychromie. Actuellement le bâtiment abrite un vivier  d'entreprises ainsi que d'autres institutions.

En plus de ce palais il existe le palais du marquis de Santa-Cruz, également de style mudéjar tardif, ainsi que de nombreuses maisons de familles nobles comme les Ruiz de Herrera, les Daza, Rojas, Vélasquez del Puerco, Águila ou Vivero, entre autres.

## Personnalités liées à la commune
Tout au long de l'histoire des habitants se sont illustrés dans de nombreux domaines, en particulier dans l'armée, avec un grand groupe de participants à la conquête de l'Amérique. Parmi eux on peut noter Diego Velázquez de Cuéllar, Juan de Grijalva et le capitaine Gabriel de Rojas. En rapport avec l'Amérique, on peut aussi remarquer le chroniqueur Antonio de Herrera y Tordesillas, auteur de l'une des relations les plus complètes qui ont été écrites sur la conquête.
Dans le domaine de la religion, les noms les plus connus sont ceux du prêtre Alonso Gómez de Encinas, martyrisé en Inde et l'archidiacre Gómez González, clerc de la Chambre apostolique et aumônier du pape Martin V. Francisco de Orantes y Villena et Juan de Torres Osorio furent évêques d'Oviedo, le deuxième ayant également été évêque de Syracuse, Catane et Valladolid. Mais le plus important fut sans conteste Bartolomé de la Cueva y Toledo, le cardinal espagnol qui a failli être élu pape au conclave qui a finalement élu le pape Pie IV.
Au XXe siècle, on remarque Modesto Fraile Poujade, politicien de la Transition démocratique espagnole qui a été vice-président du Congrès des députés, la poétesse Alfonsa de la Torre, dont Gregorio Marañón a dit ne jamais oublier la poésie, et Cecilio de Benito, musicien, auteur la chanson plus symbolique de Cuellar, appelée ¡A por ellos!, qui commence les festivités municipales.